# Belarmina Suárez Muñiz
Belarmina Suárez Muñiz (Bocines, Gozón, c. 1909 - Gijón, 15 de febrero de 1938) fue una mujer española víctima de la represión franquista que fue condenada a muerte y fusilada.

## Biografía
Belarmina Suárez Muñiz nació y vivió en la localidad asturiana de Bocines, en el concejo de Gozón. Era hija de Josefa y Ramón, y estaba soltera. Formó parte de la Unión General de Trabajadores y del Socorro Rojo Internacional y llegó a ser nombrada jefa de la prisión de mujeres de Luanco.
Ingresó en la cárcel de El Coto de Gijón. El 21 de enero de 1938 fue sometida a un consejo de guerra celebrado en el Antiguo Instituto Jovellanos en el que fue condenada a muerte precisamente a causa de su pertenencia a la UGT y el Socorro Rojo Internacional, además de por su papel en la cárcel de mujeres.
Fue ejecutada por fusilamiento el 15 de febrero de 1938 a los 29 años. Su cuerpo fue arrojado a una fosa común en el cementerio de Ceares de Gijón. Suárez fue fusilada en el paredón a la vez que otros treinta hombres.

## Reconocimientos
El 14 de abril de 2010, se instaló un monolito en el cementerio de Ceares de Gijón, en el que se recoge a las 1.934 víctimas de la represión franquista en la ciudad, entre las que se incluye Suárez.
En 2017, se ubicó enfrente del Museo Nicanor Piñole una placa en honor a las ocho mujeres represaliadas entre diciembre de 1937 y agosto de 1939 por el franquismo en Gijón. En ella se mencionan, además de Suárez, Eladia García Palacios, Juana Álvarez Molina, Estefanía Cueto Puertas, Anita Vázquez Barrancúa, Anita Orejas, Teresa Santianes Giménez y Máxima Vallinas Fernández.